# Angelo Cagnone
Angelo Cagnone (Carcare, 5 marzo 1941) è un pittore italiano, definito un "artista concettuale".

## Biografia
Angelo Cagnone nasce a Carcare, nell'entroterra savonese, nel 1941. Ad Albissola frequenta vari artisti, tra i quali anche Lucio Fontana.

Nel 1961 decide di dedicarsi interamente alla pittura, trasferendosi a Milano. Nel 1963 alcuni suoi quadri mandati alla galleria veneziana del Cavallino vengono comprati da Peggy Guggenheim. Nel 1964 espone per la prima volta al Festival dei Due Mondi di Spoleto; la sua concezione pittorica rimane a metà strada tra quella figurale e l'astratta.
Nel 1965 tiene la prima personale milanese alla Galleria del Naviglio, e dei quadri vengono comprati da Buzzati. Nel 1972 espone alla Biennale internationale d'art de Menton,nello stesso anno espone alla X quadriennale di Roma , nel 1980 alla Edward Totah gallery di Londra, ed è recensito all'estero. Vive e lavora tra Milano e Altare e dell'aprile 2008 è l'ultima sua importante mostra nello spazio espositivo della Casa del Mantegna a Mantova; soprattutto in questa occasione viene fuori la sua passione per il tema del ricordo che passa attraverso l'inconscio. 
Sue opere sono conservate alla Galleria d'arte moderna di Milano, al museo della fondazione Michetti , sue opere sono presenti nella collezione del museo Parisi-Valle a Maccagno , una sua opera Di profilo si trova presso la Biblioteca Civica Alessandro Manzoni .